# 베드로

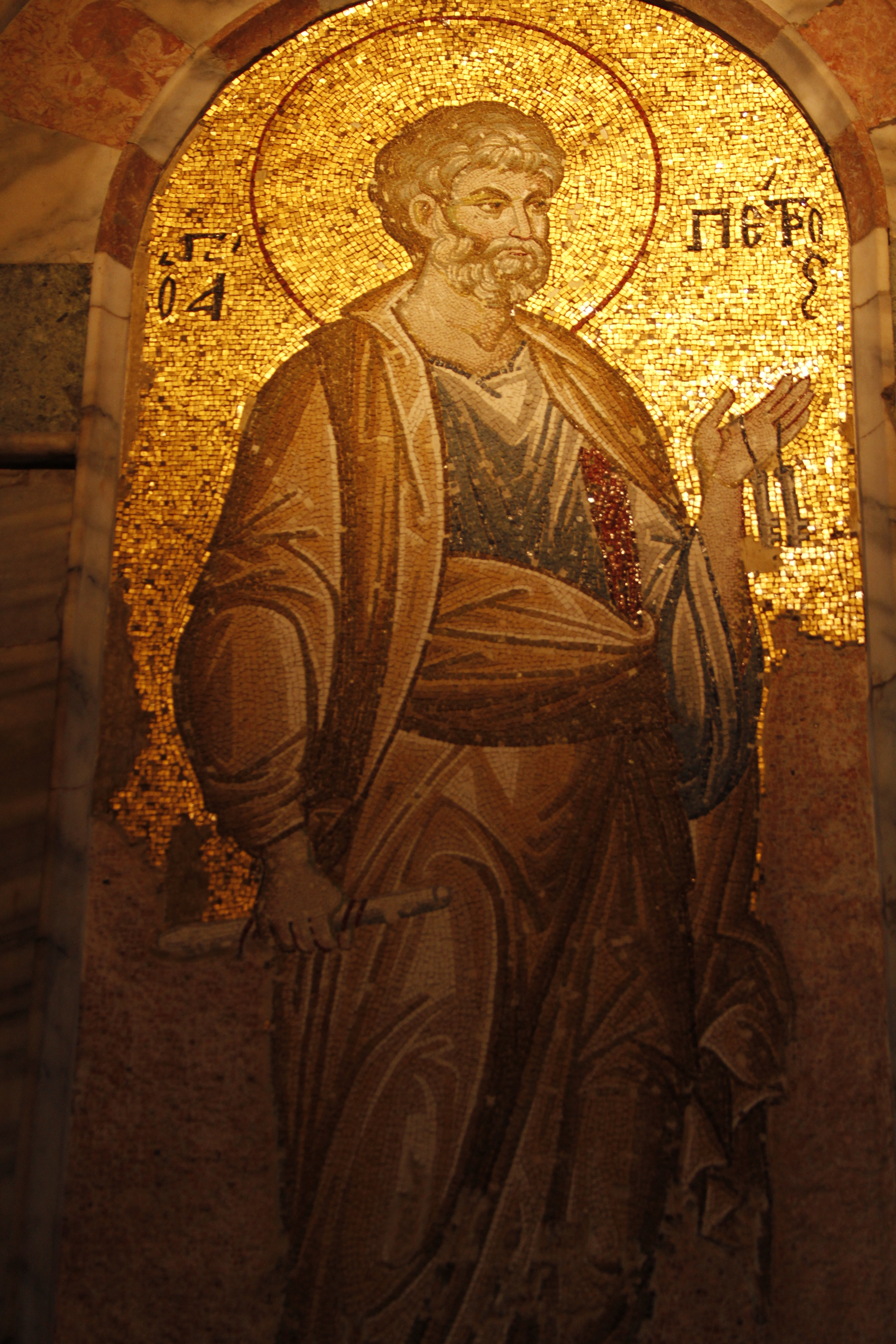
코라 성당에 중세 모자이크화로 그려진 성 베드로

베드로(고대 그리스어: Πέτρος 페트로스[*], 라틴어: Petrus 페트루스[*], 이탈리아어: Pietro 피에트로[*], 영어: Saint Peter, 1년경? ~ 67년 6월 이후?)는 기독교의 열두 사도로서 예수의 열두 제자 가운데 한 사람이며, 초대 교황(재위: 33년 4월 1일 ~ 67년 6월 29일)이다. 특히 신약성경의 복음서와 사도행전에서 중요한 인물로 등장한다. 베드로는 요나 또는 요한의 아들로서 갈릴래아 지방 베싸이다 마을 태생이다. 또한 베드로는 사도 안드레아와 형제이다. 원래 이름은 시므온이었으나, 예수가 그에게 아람어로 반석이라는 뜻의 케파(כֵּיפָא, kepa, Cepha)라는 새 이름을 지어주었으며, 이를 소리 나는 대로 고대 그리스어문자로 '케파스'(Κηφας)로 적고, 낱말 뜻을 고대 그리스어 단어인 페트로스(돌, 바위)로 표기한 이름이다.
예수 승천 후 베드로는 예수를 대신하여 교회의 새로운 지도자 초대 교황이 되었으며 공동체를 구성하여 소유를 공동으로 할 때 자신의 소유를 속인 사람이 죽음에 이르게 하기도 했다. 이후 헤로데 1세에게 붙들렸다가 도망하여 소아시아 및 안티오키아에서 전도하였다. 기독교 전승에 따르면, 그는 로마에서 교회를 지도하던 중 네로 황제의 박해에 휘말려 거꾸로 된 십자가에 못박혀 순교하였다고 한다. 바티칸 시국의 성 베드로 대성전 아래 그의 무덤이 있다고 전해진다. 베드로는 예수에게서 하느님의 나라의 열쇠를 부여받았기 때문에(마르코의 복음서 16장 19절)라고 주장하며 가톨릭교회는 이에 근거해 교황을 선출하고 있다. 가톨릭교회에서는 사도 바울로와 같은 날짜인 6월 29일을 베드로 사도의 대축일로 기념하고 있다.

## 신약성경의 기술
베드로의 행적은 신약성경에 있는 네 복음서와 사도행전, 편지, 초대 교회 문헌 등에 기반을 두고 있다. 신약성경에 따르면, 베드로는 예수의 부름을 받고 따라나선 첫 번째 제자이다. 그리고 예수와 같이 동행하였으며, 그로부터 반석이라는 뜻의 베드로라는 새 이름도 받았다. 베드로는 동생 안드레에 의해 예수님을 알게 되었고 제자가 되었다.
공관복음서를 보면, 베드로는 요르단강에서 그리 멀지 않은 갈릴래아 호수의 북쪽 연안에 있는 베싸이다라는 마을 출신으로, 본래 이름은 시몬이었다. 그의 아버지는 요나 또는 요한이라는 이름을 가졌던 것으로 보인다. 베드로는 동생 안드레아와 제베대오의 두 아들인 대야고보 그리고 요한과 같이 어부로 살았었다. 요한의 복음서에는 예수의 죽음으로 낙심한 베드로가 다시 티베리아스 호숫가에서 어부일을 하다가 부활한 예수의 지시에 따라 그물을 던져 물고기 153마리를 잡은 일화가 나온다.
마태오의 복음서와 마르코의 복음서에서 예수는 시몬과 그의 동생 안드레아를 불러 “내가 너희를 사람을 낚는 어부로 만들어 주겠다.”라고 이야기하는 장면이 등장한다.

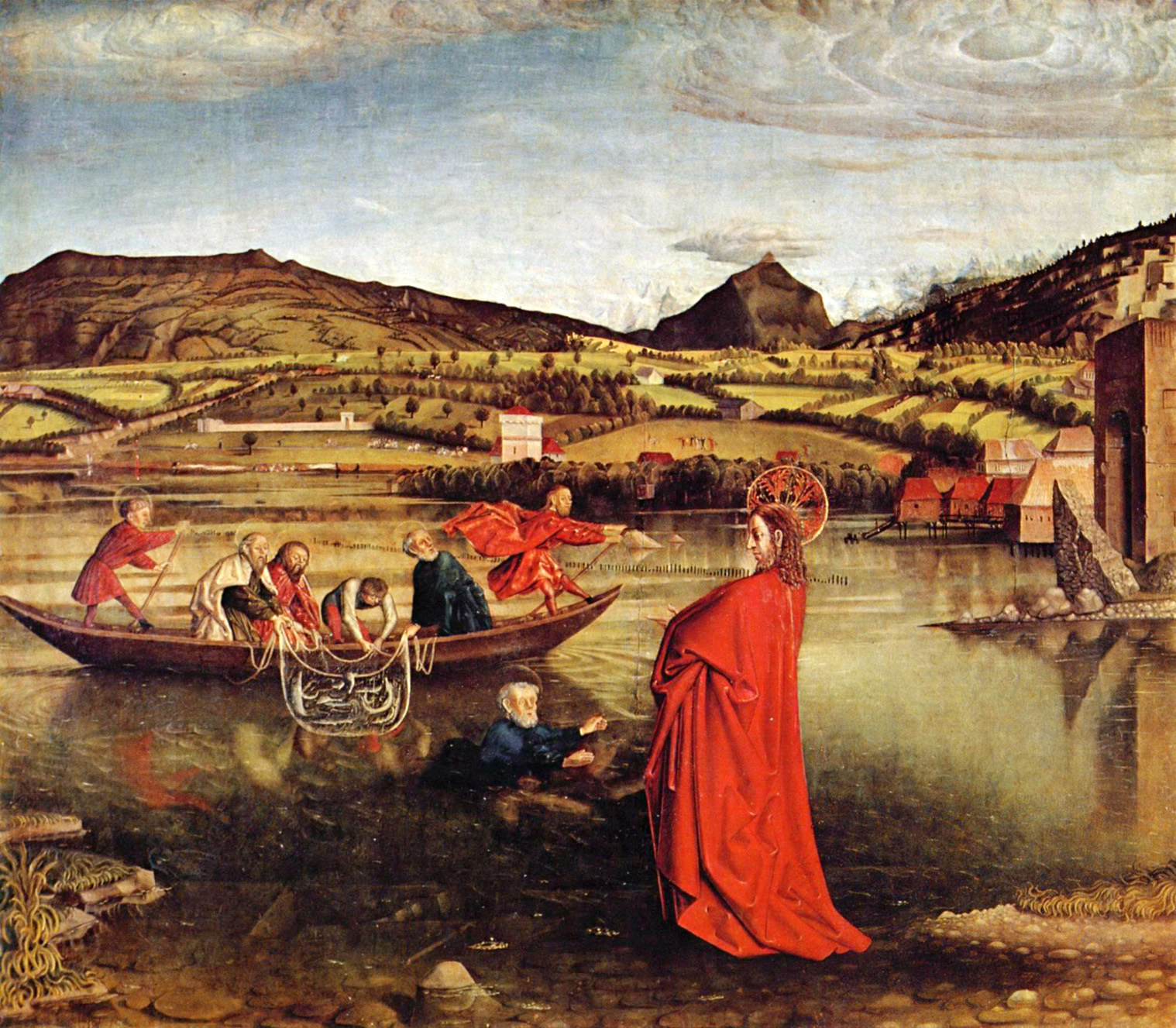
그물을 던지는 성 베드로

루카의 복음서에 기술된 바에 따르면, 예수가 겐네사렛 호숫가에 정박한 베드로의 배에 타서 “깊은 데로 저어 나가서 그물을 내려 고기를 잡아라.” 하고 일렀다. 예수의 말대로 하자 베드로는 그물이 찢어질 만큼 매우 많은 물고기를 잡게 되었다. 이에 놀란 베드로가 예수 앞에 엎드렸으며 예수는 베드로에게 “두려워하지 마라. 이제부터 너는 사람을 낚을 것이다.”라고 말하였다. 그날 이후 베드로는 물론 동업자들인 야고보와 요한도(안드레아는 언급되어 있지 않음) 자신의 모든 것을 버리고 예수를 따라나섰다고 전해진다.
요한의 복음서에서는 베드로가 예수를 만나 따라나서게 된 계기를 다르게 기술하고 있다. 요한의 복음서에 따르면, 세례자 요한이 예수를 보고는 “보라. 하느님의 어린양이시다.”라고 말한 것을 듣고 그의 두 제자가 예수를 따라나섰는데, 그 중의 한 사람이 베드로의 동생 안드레아였다. 안드레아는 곧장 자기 형 베드로에게 찾아가 “우리는 메시아를 만났다.”라며 그를 예수 앞에 데리고 가 제자가 된 것으로 나온다.

### 교회의 반석

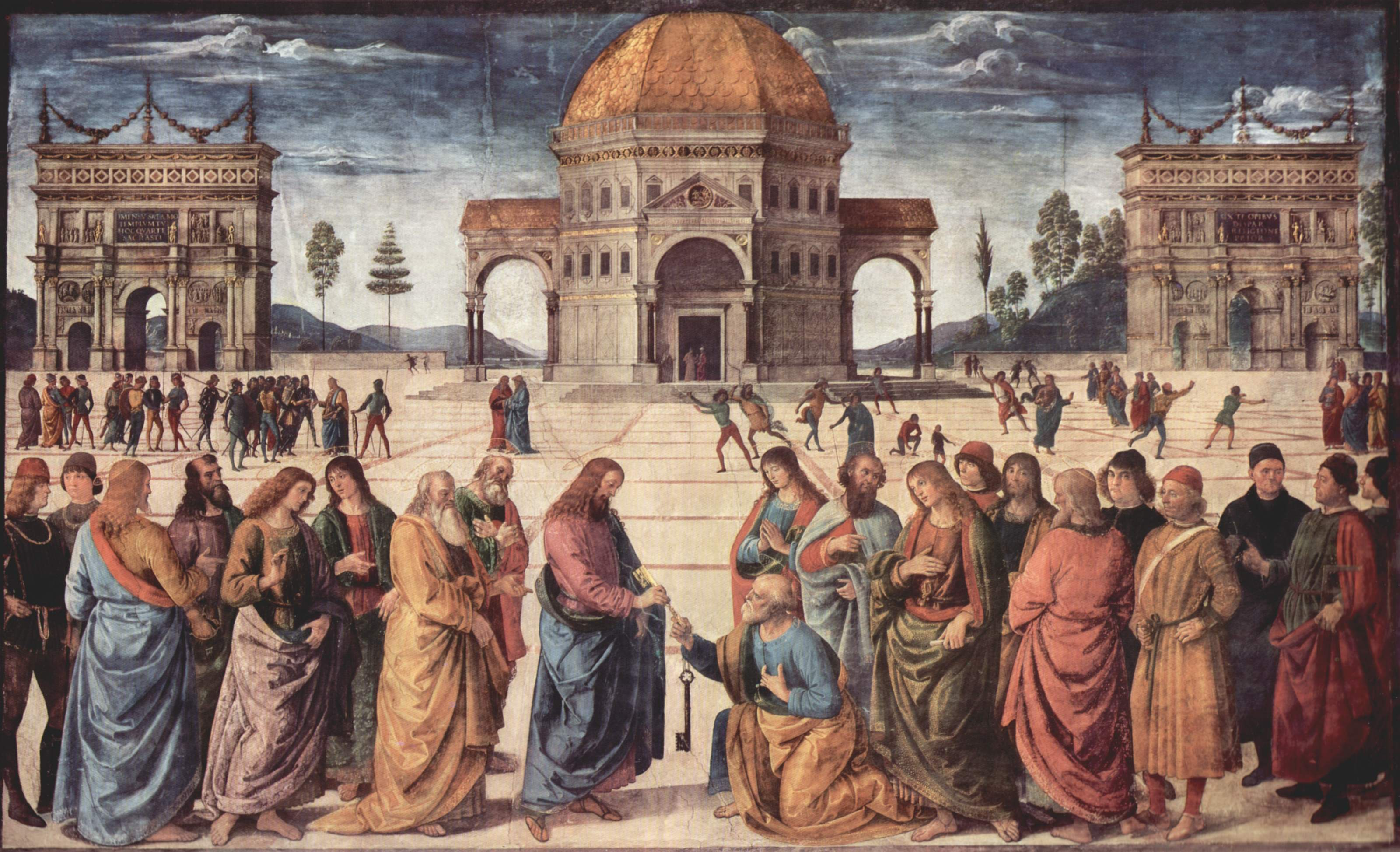
피에트로 페루지노가 그린 천국의 열쇠를 받는 성 베드로

제자로 부름받은 후 베드로는 예수를 따라 여기저기 돌아다니며 점차 열두 제자 중 수제자의 자리를 차지하게 되었다. 마태오의 복음서 16장 13절에서 20절을 보면 다음과 같은 장면이 나온다. 하루는 예수가 제자들에게 “사람의 아들을 누구라고들 하느냐?” 하고 질문하였다. 제자들은 세례자 요한이나 엘리야, 기타 다른 예언자 가운데 한 사람 등 여러 가지 대답을 하였다. 그러자 예수가 또다시 “그러면 너희는 나를 누구라고 하느냐?” 하고 물어보았다. 이에 시몬 베드로는 “선생님은 살아 계신 하나님의 아들, 그리스도이십니다.” 하고 대답하였다. 예수는 그의 믿음을 칭찬하며 베드로(아람어로 게파라고도 하며, 반석이라는 뜻)라는 새로운 이름을 부여하며 다음과 같이 말하였다. “너는 베드로이다. 내가 이 반석 위에 내 교회를 세울 터인즉, 저승의 세력도 그것을 이기지 못할 것이다. 또 나는 너에게 하늘나라의 열쇠를 주겠다. 그러니 네가 무엇이든지 땅에서 매면 하늘에서도 매일 것이고, 네가 무엇이든지 땅에서 풀면 하늘에서도 풀릴 것이다.”
이 말은 수세기에 걸쳐 전해 내려왔고, 베드로 이후의 모든 교황이 자신들의 수위권을 주장하는 토대가 된다.

### 사도들의 으뜸
4대 복음서와 사도행전에 기록된 열두 사도의 목록에서 베드로는 항상 맨처음으로 언급된다. 또한, 베드로는 대야고보와 그의 동생 요한과 더불어 열두 사도 안에서도 특별히 예수의 신임을 가장 많이 받은 애제자로 언급된다. 한 예로, 예수의 변모 때 스승인 예수가 특별히 산으로 따로 데리고 간 제자는 베드로와 대야고보, 요한이었다. 베드로는 예수한테 공개적으로 그를 메시아로 생각한다는 자신의 강한 믿음을 고백하기도 하였다.
복음서에는 또한 베드로가 전체 사도들을 대표하는 대변인 내지는 사도들 가운데서 지도자 역할을 수행하는 것으로 묘사되어 있다. 이를 두고 가톨릭교회와 동방 정교회 그리고 오리엔트 정교회 등에서는 그가 사도들의 으뜸 역할을 수행한 것으로 보고 있다. 콥트 정교회에서는 베드로를 ‘특출난 사도’, ‘사도들의 머리’라고 호칭한다.

### 물 위를 걷다
마태오, 마르코, 루가, 요한 등 네 복음서를 보면 예수가 물 위를 걷는 기적 이야기가 등장한다. 여기에 마태오의 복음서에는 특별히 베드로가 예수의 말을 믿고 그를 따라 물 위를 걸었으나, 도중에 믿음이 약해져 물속에 가라앉아 결국 예수로부터 구조되는 이야기가 등장한다.

### 발을 씻다
최후의 만찬을 들기 전, 예수는 겉옷을 벗고 수건을 들어 허리에 두른 다음, 대야에 물을 부어 제자들의 발을 씻어 주었다. 베드로는 자기 차례가 되자 처음에는 극구 사양하였다. 그러자 예수는 “내가 하는 일을 네가 지금은 알지 못하지만 나중에는 깨닫게 될 것이다. 내가 너를 씻어 주지 않으면 너는 나와 함께 아무런 몫도 나누어 받지 못한다”라고 대답하였다. 그러자 베드로가 예수에게 말하였다. “주님, 제 발만 아니라 손과 머리도 씻어 주십시오.” 가톨릭교회에서는 예수가 자기 제자들의 발을 직접 씻어 준 이 의식을 기념하고자 성목요일에 ‘세족례’라는 이름으로 이를 재현하고 있다.

### 예수가 체포당하다

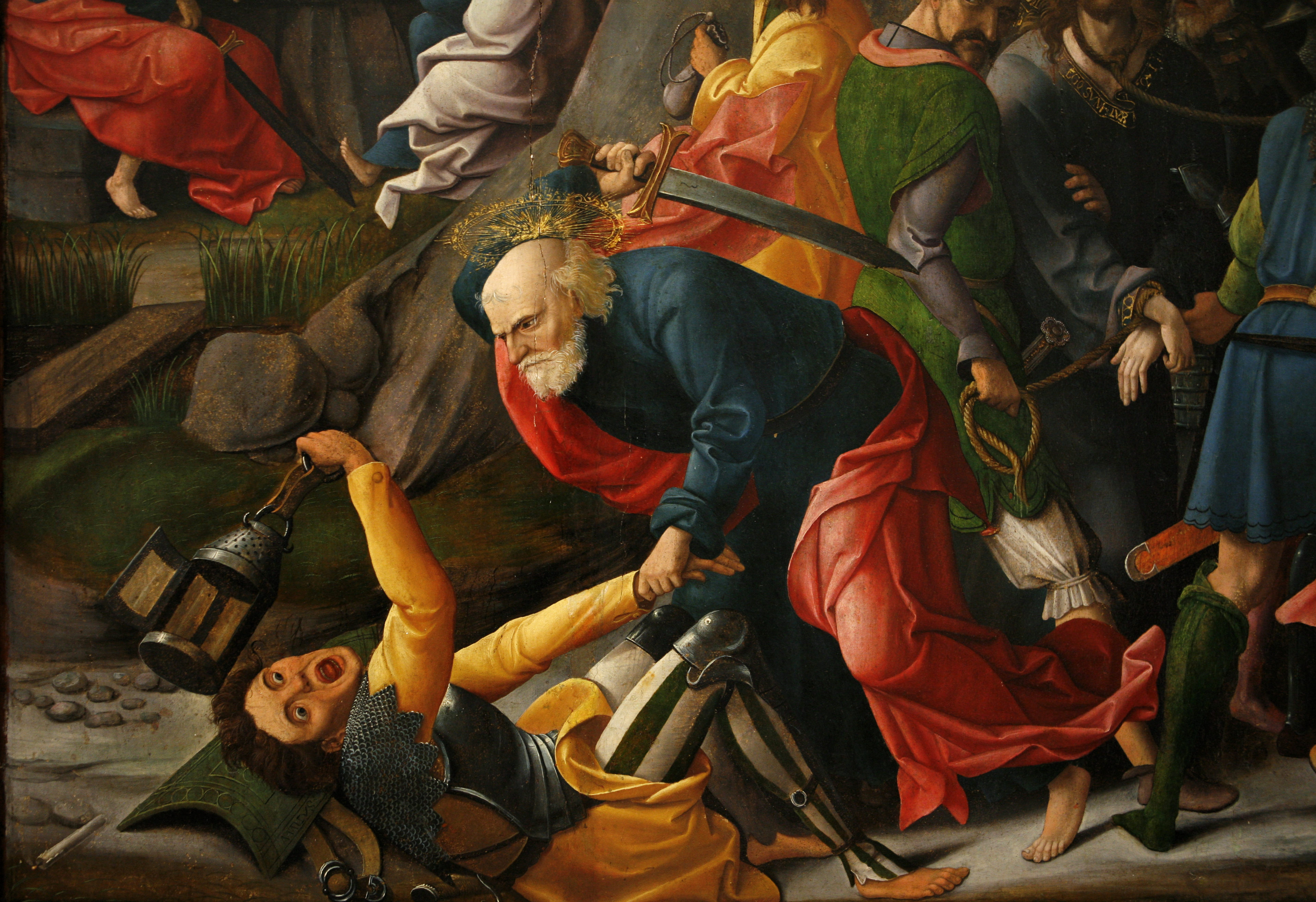
말코스의 귀를 내리치는 성 베드로

공관복음서 세 권은 모두 예수가 겟세마니에서 기도를 마친 후 수석사제들과 율법학자들이 보낸 성전 경비병들에게 사로잡혀 끌려가는 사건에 대하여 상세하게 설명하고 있다. 이 때 베드로는 예수를 지키려고 가지고 있던 칼을 뽑아 경비병 가운데 수석사제의 종을 내리쳐서 그의 오른쪽 귀를 잘라 버렸다. 요한의 복음서는 그 종의 이름을 말코스라고 기록하고 있다. 그러자 예수는 베드로를 말리며 “칼을 칼집에 도로 꽂아라. 칼을 잡는 자는 모두 칼로 망한다. 너는 내가 내 아버지께 청할 수 없다고 생각하느냐? 청하기만 하면 당장에 열두 군단이 넘는 천사들을 내 곁에 세워 주실 것이다. 그러면 일이 이렇게 되어야 한다는 성경 말씀이 어떻게 이루어지겠느냐?” 하고 나무랐다. 루카의 복음서는 예수가 말코스의 귀에 손을 대어 고쳐 주었다고 기록하고 있다.

### 예수를 모른다고 하다
4복음서 모두 최후의 만찬 당시 예수가 베드로가 자신을 모른다고 예고한 사실에 대하여 이야기하고 있다. 예수가 제자들이 모두 자신을 버리고 도망갈 것이라고 말하자 베드로는 자신은 결코 예수를 버리지 않겠노라고 맹세하였다. 그러자 예수가 그에게 말하였다. “내가 진실로 너에게 말한다. 오늘 밤 닭이 울기 전에 너는 세 번이나 나를 모른다고 할 것이다.” 마르코의 복음서에는 “오늘 이 밤, 닭이 두 번 울기 전에 너는 세 번이나 나를 모른다고 할 것이다.”라고 말한 것으로 나온다. 그러자 베드로는 더욱 힘주어 죽는 한이 있더라도 결코 예수를 모른다고 하지 않겠다고 강조하였다. 다른 제자들도 모두 이에 동조하였다.
예수가 성전 경비병들에게 끌려가 최고의회에서 심문받을 때, 베드로는 최고의회 안뜰 아래쪽에서 불을 쬐고 있었다. 이후 베드로가 자신은 예수를 알지 못한다고 거짓말한 사건에 대해 4대 복음서에서는 각각 다음과 같이 설명하고 있다.
69그 동안 베드로는 바깥 뜰에 앉아 있었는데 여종 하나가 그에게 다가와 "당신도 저 갈릴래아 사람 예수와 함께 다니던 사람이군요." 하고 말하였다.
70베드로는 여러 사람 앞에서 "무슨 소린지 나는 모르겠소." 하고 부인하였다.
71그리고 베드로가 대문께로 나가자 다른 여종이 그를 보고는 거기 있는 사람들에게 "이 사람은 나자렛의 예수와 함께 다니던 사람이오." 하고 말하였다.
72베드로는 맹세까지 하면서 "나는 그 사람을 알지 못하오." 하고 다시 부인하였다.
73조금 뒤에 거기 섰던 사람들이 베드로에게 다가오며 "틀림없이 당신도 그들과 한 패요. 당신의 말씨만 들어도 알 수 있소." 하고 말하였다.
74그러자 베드로는 거짓말이라면 천벌이라도 받겠다고 맹세하면서 "나는 그 사람을 알지 못하오." 하고 잡아떼었다. 바로 그 때에 닭이 울었다.
75베드로는 "닭이 울기 전에 세 번이나 나를 모른다고 할 것이다." 하신 예수의 말씀이 떠올라 밖으로 나가 몹시 울었다.
마태오의 복음서 26장 69-75절

66그 동안 베드로는 뜰 아래쪽에 있었는데 대사제의 여종 하나가 오더니
67베드로가 불을 쬐고 있는 것을 보고 그의 얼굴을 유심히 들여다보며 "당신도 저 나자렛 사람 예수와 함께 다니던 사람이군요?" 하고 말하였다.
68그러나 베드로는 "도대체 무슨 소리를 하는 거요? 나는 도무지 알 수가 없소." 하고 부인하였다. 그리고 베드로가 대문께로 나가자
69그 여종이 그를 보고 곁에 있던 사람들에게 다시 "저 사람은 예수와 한패입니다." 하고 말하였다.
70그러나 베드로는 이 말을 또다시 부인하였다. 얼마 뒤에 옆에 서 있던 사람들이 베드로에게 다시 "당신은 갈릴래아 사람이니 틀림없이 예수와 한패일 거요." 하고 말하였다.
71이 말을 듣고 베드로는 거짓말이라면 천벌이라도 받겠다고 맹세하면서 "나는 당신들이 말하는 그 사람은 알지도 못하오." 하고 잡아떼었다.
72바로 그 때에 닭이 두 번째 울었다. 베드
로는 예수께서 "닭이 두 번 울기 전에 네가 세 번이나 나를 모른다고 할 것이다." 하신 말씀이 머리에 떠올랐다. 그는 땅에 쓰러져 슬피 울었다.

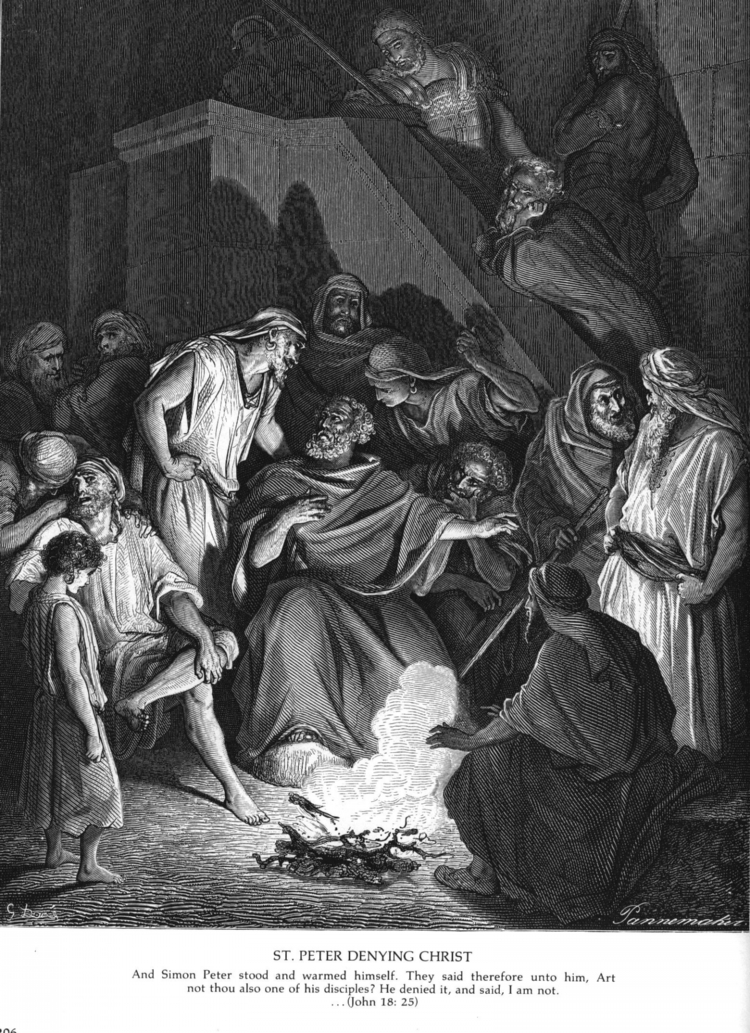
귀스타프 도레가 그린 그리스도를 부인하는 성 베드로

마르코의 복음서 14장 66-72절

54그들은 예수를 잡아 대사제의 관저로 끌고 들어갔다. 그 때에 베드로는 멀찍이 떨어져서 뒤따르다가
55마당 가운데에 불을 피우고 둘러앉아 있는 사람들 틈에 끼여들어 앉아 있었다.
56베드로가 불을 쬐고 앉아 있을 때 어떤 여종이 베드로를 유심히 들여다보며 "이 사람도 예수와 함께 있었어요." 하고 말하였다.
57베드로는 그 말을 부인하면서 "여보시오, 나는 그런 사람을 모르오." 하였다.
58얼마 뒤에 또 어떤 사람이 베드로를 보고 "당신도 그들과 한패요." 하고 말하자 베드로는 "여보시오, 나는 그런 사람이 아니오." 하고 잡아떼었다.
59그 뒤 한 시간쯤 지나서 또 다른 사람이 "이 사람은 분명히 예수와 함께 있던 사람이오. 이 사람도 갈릴래아 사람이 아니오?" 하며 몰아세웠다.
60베드로는 "여보시오, 무슨 소리를 하는 거요?" 하며 끝내 부인하였다. 베드로의 말이 채 끝나기도 전에 닭이 울었다.
61그 때에 주께서 몸을 돌려 베드로를 똑바로 바라보셨다. 그제서야 베드로는 "오늘 닭이 울기 전에 나를 세 번 모른다고 할 것이다." 하신 주님의 말씀이 떠올라
62밖으로 나가 슬피 울었다.
루가의 복음서 22장 55-62절

25시몬 베드로는 여전히 거기 서서 불을 쬐고 있었다. 그것을 보고 사람들이 "당신도 저 사람의 제자가 아니오?" 하고 물었다. 그러나 베드로는 아니라고 부인하였다.
26그 때 대사제의 종으로서 베드로한테 귀를 잘린 사람의 친척 되는 사람이 나서면서 "당신이 동산에서 그와 함께 있는 것을 내가 보았는데 그러시오?" 하고 몰아세웠다.
27베드로가 또 아니라고 부인하자 곧 닭이 울었다.
요한의 복음서 18장 25-27절

### 빈 무덤
요한의 복음서를 보면, 베드로는 예수의 시신이 사라졌다는 마리아 막달레나의 말을 듣고 다른 제자 한 사람을 대동하였다. 다른 제자가 베드로보다 빨리 달려 무덤에 예수의 시신을 묻은 무덤으로 가 보았는데, 무덤을 막았던 돌이 옆으로 치워져 있었다. 그러나 먼저 안으로 들어가지는 않았으며 베드로가 도착하기를 기다렸다. 뒤따라온 베드로는 무덤으로 먼저 들어가 과연 무덤 안에 있던 예수의 시신이 사라진 것을 알았다. 예수 얼굴을 쌌던 수건은 아마포와 함께 놓여 있지 않고, 따로 한 곳에 개켜져 있었다. 그제야 무덤에 먼저 다다른 다른 제자도 들어갔다. 루가의 복음서에는 마리아 막달레나가 예수가 부활하였다는 소식을 사도들에게 전하였지만, 베드로를 제외한 나머지 사도들은 모두 믿지 않았다. 베드로는 홀로 무덤으로 달려가서 그 안을 들여다 보았는데, 정말 예수의 시신이 없었다고 적고 있다.

### 예수의 부활
사도 바울로가 고린토(코린토스)인들에게 보낸 첫째 편지를 보면, 예수의 부활을 목격한 사람들의 명단 가운데 맨 윗자리에 게파라는 이름이 있는데, 이 게파는 베드로를 뜻한다. 이를 통해 바울로는 베드로가 부활한 예수를 처음으로 본 사람이라는 초창기의 전통을 따랐다는 사실을 확인할 수 있다. 그러나 이 전통은 복음서들이 필사되던 시기까지 살아남지 못한 것으로 보인다.
요한의 복음서의 마지막 장에 보면, 부활한 예수가 베드로 앞에 나타나 그와 함께 아침식사를 나누는 장면이 등장한다. 식사를 다 마친 후, 예수는 베드로에게 다른 사람들보다 더 자신을 사랑하느냐고 세 번씩이나 거듭 물었다. 베드로는 세 번 모두 그렇다고 대답하였다. 그러자 예수는 베드로에게 자신의 양들을 잘 돌보라고 당부하였다. 신학자들은 이 장면을 베드로가 예수로부터 교회의 전권을 위임받은 것으로 해석한다.

### 초대 교회에서의 역할
사도행전에서 베드로는 초기 기독교 공동체에서 매우 중요한 역할을 했다고 기록했다. 한 예로 베드로는 오순절에 무척 중요한 야외강론을 하였다. 사도행전 보면, 베드로는 이스카리옷 유다의 자리를 대신할 새로운 사도를 뽑는 일을 주도하였다. 그리하여 마티아가 투표로 선출되었다. 그리고 요한과 함께 최고의회 및 성전에서 예수가 메시아라고 선포하였다. 또한, 하나니아스와 사피라 부부가 자기 땅을 판 다음 그 돈의 일부를 빼돌리고 나머지만 사도들 앞에 거짓으로 가져다 바치는 일이 있었는데, 그 때에 베드로가 성령을 시험했다면서 크게 꾸짖어 두 사람 모두 그 자리에 거꾸러져 숨지는 심판을 받았다. 그리고 베드로는 리따, 야파, 카이사리아 지방을 두루 돌아다니며 유다인 뿐만 아니라 이방인에게도 복음을 전하였다. 이 시기 동안 베드로는 사도들 가운데 최초로 치유의 기적을 행하였다.
그러나, 사도행전은 중간 부분에 이르러 그동안 베드로에게만 집중되었던 관심을 바울로로 돌리며, 이후 베드로의 행적에 관해 침묵하고 있다.

### 감옥에서 구출되다
사도행전 12장을 보면 43년 베드로가 헤로데 임금에게 체포되어 감옥에 갇혔다가 천사의 도움으로 기적적으로 탈출하는 일화가 나와 있다.

### 예루살렘 공의회
49년 초대 교회 때 개최된 예루살렘 공의회에서 사도 바울로와 예루살렘 교회의 지도자들은 서로 만나 기독교로 개종한 이방인을 교회 안에 받아들인다는 결정을 내렸다. 공의회에서는 개종한 이방인들을 굳이 유다교 율법에 따라 할례를 요구하지 않고 교회의 일원으로이기로 하였다.

### 편지
베드로는 바울로가 갈라디아인들에게 보낸 편지에서 잠깐 언급된다. 편지를 보면 바울로가 기독교로 개종한 후 3년 뒤에 베드로를 만나려고 예루살렘으로 가서 보름 동안 그와 함께 지냈다고 한다. 그리고 베드로가 안티오키아에 왔을 때 바울로는 그에게 “당신은 유다인이면서도 유다인으로 살지 않고 이민족처럼 살면서, 어떻게 이민족들에게는 유다인처럼 살라고 강요할 수가 있다는 말입니까?” 라고 힐책하였다. 베드로가 처음에는 이방인 개종자들과 함께 음식을 먹었는데, 나중에 할례 받은 유다인 그리스도인들이 오자 그들을 두려워하여 몸을 사리며 이방인 개종자들과 거리를 두려는 위선적인 모습을 보였기 때문이었다.
교회는 전통적으로 베드로의 첫째 편지와 둘째 편지를 베드로 사도가 직접 쓴 것으로 간주하고 있다.

## 전승
서방교회에 내려오는 전승에서 베드로는 로마로 가서 교회를 세우고 그곳의 주교가 되었으며, 바울로와 함께 순교했다고 전해진다.

### 안티오키아와 고린토
이후 베드로에 대한 이야기는 성경에서 그가 안티오키아를 방문했다는 짤막한 언급을 통해 널리 퍼져 나갔다. 9세기 《교황 연대표》(Liber Pontificalis)에는 베드로가 안티오키아의 주교로 7년 동안 사목 활동을 하다가 로마로 떠났다고 적고 있다.
2세기 말엽 고린토 교회의 주교였던 디오니시오는 베드로가 잠시 고린토 교회를 사목한 바가 있다고 말하였다.

### 로마
이후 전해지는 이야기에 따르면, 베드로는 로마로 가서 바울로와 같이 로마 사람들에게 복음을 전하면서 사목활동을 하였다고 한다. 신약성경에서 베드로가 로마에 있었다고 알려주는 구절은 베드로의 첫째 편지 5장 13절이다. 여기서 베드로가 말하는 바빌론은 로마를 의미하는 일종의 은유 또는 비유이다. 베드로가 이 편지를 쓴 당시의 역사적 상황을 고려해볼 때 이 바빌론 교회는 로마 교회를 의미한다는 것이 신학자들의 공통된 의견이다. 고대 세계의 중심이 한때 바빌론이었던 것처럼 당시의 세계의 중심지는 로마였다. 당시 사람들도 로마를 ‘우리 시대의 바빌론’이라고 불렀다. 다시 말하면 베드로는 이 편지를 로마에서 썼다는 것을 알 수 있다. 따라서 “바빌론 교회가 여러분에게 인사합니다.”라는 말은 다시 말해서 “로마 교회가 여러분에게 인사합니다.”라는 이야기이다.

### 순교

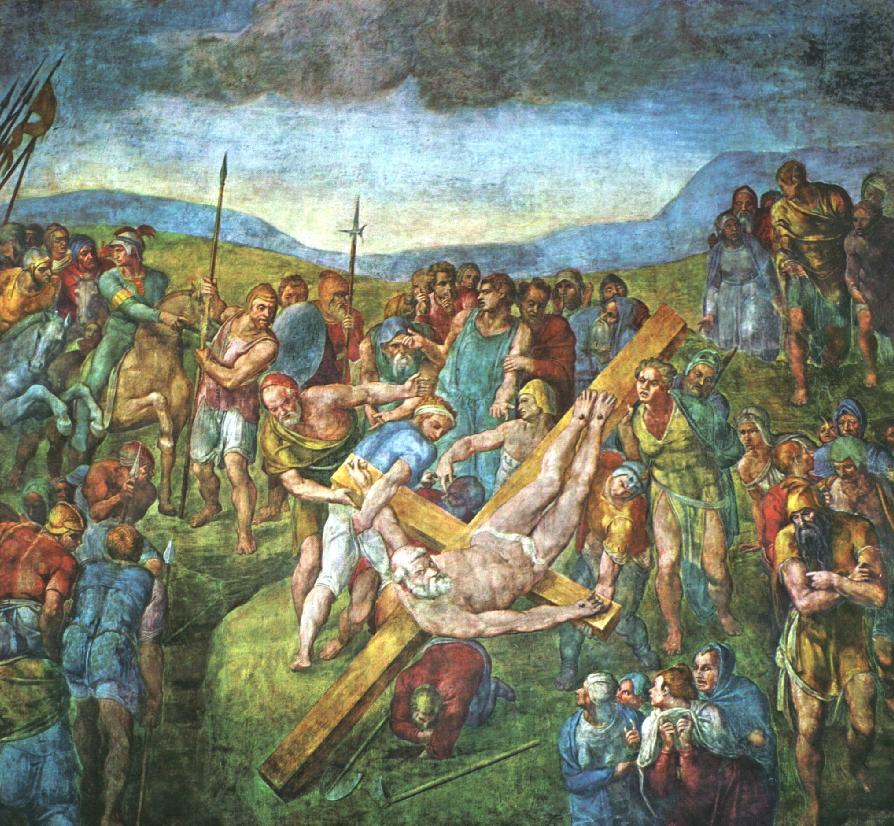
미켈란젤로가 그린 십자가에 못박히는 성 베드로

신약성경을 보면 예수가 부활한 후 베드로에게 다음과 같은 말을 하면서 장차 그가 어떻게 죽을 것인지를 알려 주었다. “내가 진실로 진실로 너에게 말한다. 네가 젊었을 때에는 스스로 허리띠를 매고 원하는 곳으로 다녔다. 그러나 늙어서는 네가 두 팔을 벌리면 다른 이들이 너에게 허리띠를 매어 주고서, 네가 원하지 않는 곳으로 데려갈 것이다.” 그리고 나서 예수는 베드로에게 “나를 따라라.” 하고 말하였다. 신학자들은 예수의 이 말이 베드로의 십자가형을 예고한 것이라고 보고 있다.
서방교회의 전승에 따르면 베드로는 로마로 가서 여생을 보냈으며, 그곳에서 사목 활동을 펼치다가 순교하였다고 전한다. 베드로의 순교 사실에 대해서는 2세기 말엽의 테르툴리아노와 오리게네스, 에우세비오 등이 증언하였다. 오리게네스는 “베드로는 로마로 가서 커다란 고통을 맞이하였다. 이는 그 자신이 스스로 고통을 껴안았기 때문이었다.”라고 기록하였다. 로마의 클레멘스는 고린토인들에게 보낸 편지를 통해 베드로의 순교 사실에 대해 다음과 같이 말하였다. “우리 시대에 가까운 예를 듭시다. 교회의 가장 독실하고 정의로운 기둥들이 박해받아 비참하게 죽었고, 사도 베드로가 많은 고통을 당하고 순교했으며, 바울로도 마찬가지로 순교하였습니다. 또한 수많은 사람이 그 뒤를 이었으며, 여자들도 영광의 최후를 마친 사람이 많습니다.
외경 베드로 행전에서는 베드로의 순교에 대하여 다음과 같이 구체적으로 기록한다. 베드로는 로마인들의 박해를 피해 달아나라는 교우들의 말에 따라 변장을 하고 혼자 조용히 로마를 떠났다. 로마 성문을 벗어나자, 베드로는 아피아 가도에서 마주 오는 예수를 보았다. 베드로는 “Quo vadis, Domine?”, 즉 “주님, 어디로 가십니까?” 하고 물었다. 예수는 “십자가에 못박혀 죽으려고 로마로 가는 길이다.” 라고 대답했다. 베드로가 다시 “주님, 십자가에 다시 못박히겠다는 말씀이십니까?” 라고 묻자, 예수는 “그렇다. 베드로야, 나는 다시 십자가에 못박힐 것이다.” 라고 대답했다. 그제서야 베드로는 정신을 번뜩 차리고 예수를 찬미하면서 다시 로마로 발길을 돌렸다. 그리고 교우들에게 돌아가서 자기가 본 환시를 전해주면서 자신은 십자가에 못박힐 것이라고 말했다. 결국 베드로는 로마 군사들에게 체포되어 십자가에 매달려 순교했다. 이때 베드로는 특이하게도 자청해서 머리를 아래로 두고 거꾸로 매달려 십자가에서 처형되었다고 전해지는데, 그 이유는 예수와 똑같은 방식으로 죽을 수 없다는 이유에서였다.
베드로의 시신을 묻은 장소에는 나중에 성 베드로 대성전이 세워지게 되는데, 대성전 중앙 제대 바로 아래에 베드로의 무덤이 있다.

#### 교황
로마 가톨릭교회에서는 베드로를 로마의 첫 번째 주교이자 교회의 최고 목자, 그리스도의 지상 대리자 역할을 수행하였던 것으로 본다. 비록 베드로가 ‘교황’이나 ‘그리스도의 대리자’라는 칭호를 사용한 적은 없었지만, 로마가톨릭교회에서는 그를 제1대 교황이라고 믿는다. 따라서 모든 교황은 베드로의 정통 후계자이자 모든 주교 가운데 가장 으뜸가는 주교라고 여긴다.
천주교회에서는 신약성경의 복음서에 나와 있는 두 구절을 베드로가 예수로부터 지상 교회의 전권을 위임받은 것으로 해석한다.
15모두들 조반을 끝내자 예수께서 시몬 베드로에게 "요한의 아들 시몬아, 네가 이 사람들이 나를 사랑하는 것보다 더 나를 사랑하느냐?" 하고 물으셨다. 베드로가 "예, 주님. 아시는 바와 같이 저는 주님을 사랑합니다." 하고 대답하자 예수께서는 "내 어린 양들을 잘 돌보아라." 하고 이르셨다.
16예수께서 두 번째 "요한의 아들 시몬아, 네가 나를 정말 사랑하느냐?" 하고 물으셨다. "예, 주님. 아시는 바와 같이 저는 주님을 사랑합니다." 베드로가 이렇게 대답하자 예수께서는 "내 양들을 잘 돌보아라." 하고 이르셨다.
17예수께서 세 번째로 "요한의 아들 시몬아, 네가 나를 사랑하느냐?" 하고 물으시자 베드로는 세 번이나 예수께서 "나를 사랑하느냐?" 하고 물으시는 바람에 마음이 슬퍼졌다. 그러나 "주님, 주님께서는 모든 일을 다 알고 계십니다. 그러니 제가 주님을 사랑한다는 것을 모르실 리가 없습니다." 하고 말하였다. 그러자 예수께서 "내 양들을 잘 돌보아라." 하고 분부하셨다.
요한의 복음서 21장 15-17절

천주교회 측의 설명에 따르면, 여기서 ‘양’은 ‘성직자’를 일컫는 말이고, ‘어린 양들’은 ‘평신도’를 일컫는 말이다. 즉 예수는 베드로에게 자신의 모든 양떼를 예외없이 돌보라고 지시한 것이다. 따라서 예수는 자신의 모든 성직자와 신자, 즉 교회를 맡긴 것이다.
17예수께서는 "시몬 바르요나, 너에게 그것을 알려주신 분은 사람이 아니라 하늘에 계신 내 아버지시니 너는 복이 있다.
18잘 들어라. 너는 베드로(각주: 반석)이다. 내가 이 반석 위에 내 교회를 세울 터인즉 죽음의 힘도 감히 그것을 누르지 못할 것이다.
19또 나는 너에게 하늘 나라의 열쇠를 주겠다. 네가 무엇이든지 땅에서 매면 하늘에도 매여 있을 것이며 땅에서 풀면 하늘에도 풀려 있을 것이다." 하고 말씀하셨다.
마태오의 복음서 16장 17-19절

천주교회 측의 설명에 따르면, 예수가 이전까지 ‘시몬’으로 불리던 자에게 ‘베드로’라는 새 이름을 지어 준 것은 특별한 이유가 있다고 한다. 베드로라는 말은 ‘반석’을 뜻하는데, 성경에서 반석은 인간을 구제하는 근본 바탕, 흔들릴 수 없는 지조, 튼튼한 기초 등을 의미한다. 따라서 예수가 “너는 베드로이다. 내가 이 반석 위에 내 교회를 세우겠다.”라고 한 말은 베드로를 교회의 기초로 삼겠다는 말이이다. 그러므로 예수는 교회의 제1기초인 자신의 대리로서 베드로를 제2기초로 삼아, 승천 후에 지상 교회의 가견적 최고 권위자가 되게 하였다는 것이다.

## 예술
미술작품에서는 흔히 키가 작고 고수머리에 짧은 수염을 지녔으며, 얼굴에는 주름이 많은 남자로 묘사된다. 그리고 정이 많고, 변덕스러우며 충동적이지만 동시에 신앙심이 남달리 두터웠던 그는 강한 카리스마를 지닌 지도자로 묘사된다. 마빈 르로이 감독이 만든 영화 쿠오바디스(1951년)에서는 기독교인들에게 갈릴래아 호수에서 예수를 만난 경험을 이야기하고, 네로황제 치하에서 순교하는 그들에게 용기를 주는 사도로 그렸다.

## 같이 보기
- 성 베드로 대성당
- 성 베드로 광장
- 산 피에트로 인 빈콜리 성당
- 성 베드로의 칼